# Trizeuxis falcata
Trizeuxis es un género monotípico de orquídeas . Su única especie: Trizeuxis falcata Lindl., Coll. Bot.: t. 2 (1821), es originaria de Centroamérica.

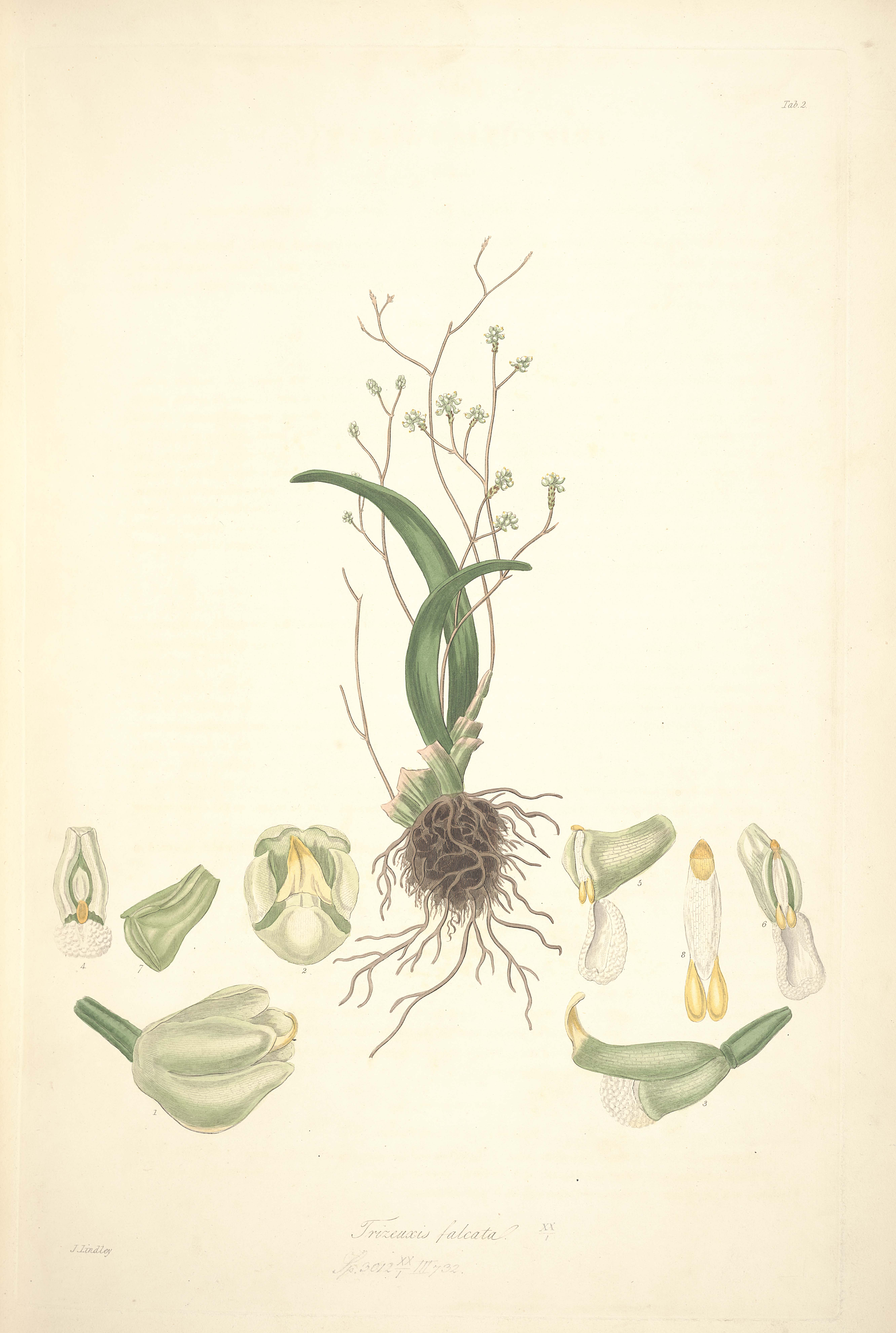
Ilustración

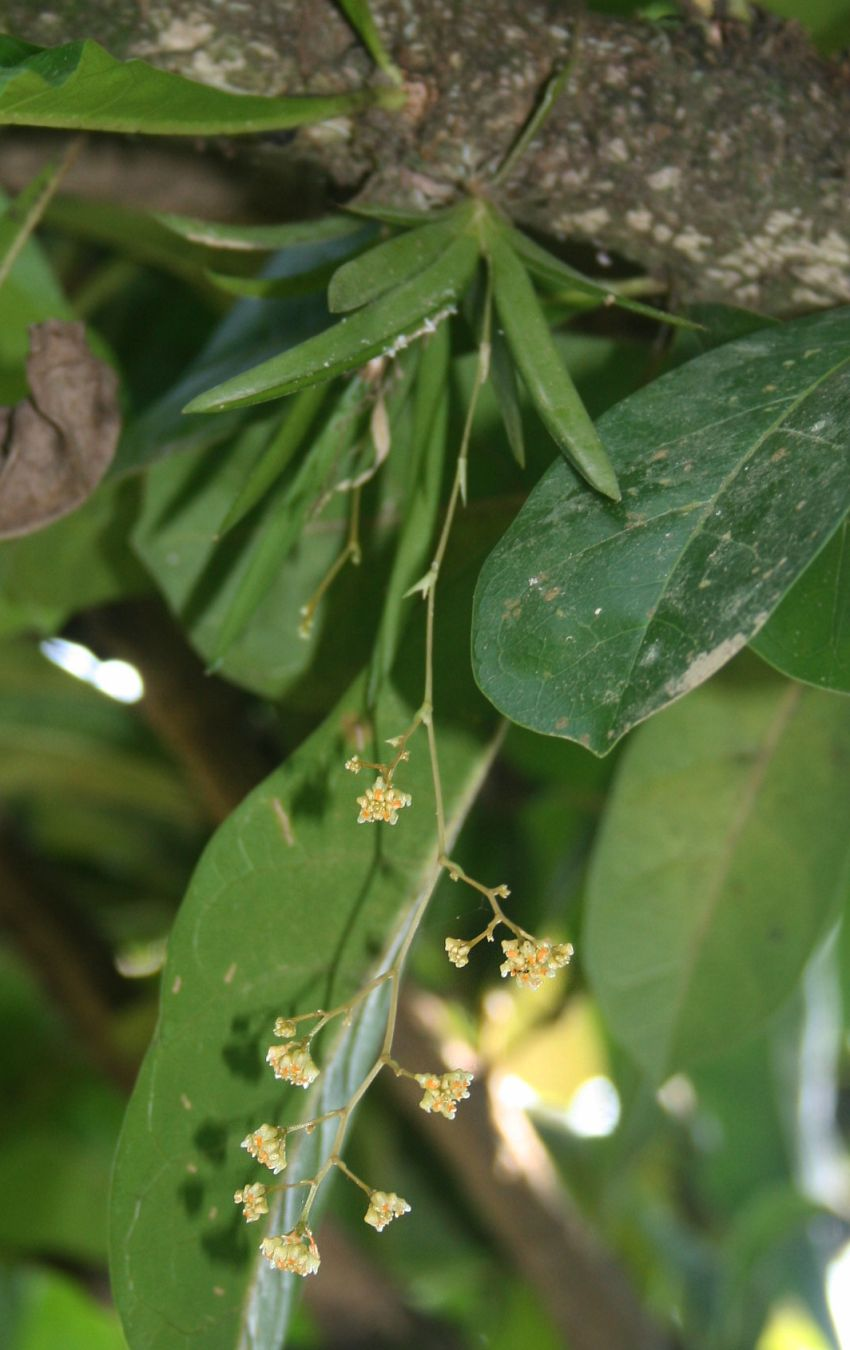
Vista de la planta

## Descripción
Son pequeñas plantas, que se asemejan algo al género Ionopsis, con rizoma  corto y pseudobulbo alargado, ligeramente comprimido en los lados, monofoliado, envueltos por vainas laterales casi completamente oscuras que forman una especie de pequeño abanico. La hoja es carnosa,  aplanada en sentido vertical. La inflorescencia surge de las vainas que se superponen parcialmente en los pseudobulbos, es erecta, con flores muy pequeñas que abren sucesivamente, agrupadas en los extremos de las panículas, con brácteas cóncavas entre las relativamente grandes, flores de color verde, blanco-amarillenta.
Los sépalos están todos los soldados entre sí. Los pétalos son similares a los sépalos. El labio sobresale poco, es algo reflexo y de color que contrasta, por lo general de color amarillo o naranja, lobulado. La columna es corta, sin alas laterales, que incluye grandes anteras y dos polinias.

## Distribución
Es un género monotípico, cuya única especie es una planta de pequeño tamaño de hábitos epífitas y de crecimiento cespitoso, se encuentra desde  Costa Rica hasta Brasil, distribuyéndose además por Panamá, Guyana, Venezuela, Bolivia, Colombia, Ecuador y Perú.

## Evolución, filogenia y taxonomía
Trizeuxis falcata fue propuesta por John Lindley en Collectanea Botanica 2 en 1821.
Etimología
Trizeuxis: nombre genérico que se refiere al hecho de que, por sus sépalos fundidos, las flores parecen tener tres perigonios.
falcata: epíteto latíno que significa "con forma de hoz".
Sinonimia
- Trizeuxis andina Schltr.[3]